# Resolución 1326 del Consejo de Seguridad de las Naciones Unidas
La resolución 1326 del Consejo de Seguridad de las Naciones Unidas fue aprobada sin votación el 31 de octubre de 2000, tras haber examinado la petición de la República Federal de Yugoslavia para poder ser miembro de las Naciones Unidas. En esta resolución, el Consejo recomendó a la Asamblea General la aceptación de República Federal de Yugoslavia como miembro.
En el año 2003, la República Federal de Yugoslavia pasó a ser Serbia y Montenegro. Después de que Montenegro se convirtiese en un estado independiente en el año 2006, la participación continuó dentro de las Naciones Unidas, conocida como República de Serbia. En consecuencia, Serbia es el estado sucesor de la República Federal de Yugoslavia en las Naciones Unidas.